# Atchisson Assault Shotgun
Die Atchisson Assault Shotgun (deutsch „Atchisson Sturm-Schrotflinte“) ist eine Selbstladeschrotflinte, die im Jahr 1972 von Maxwell Atchisson entwickelt wurde. Auf ihrer Basis wurde eine Reihe weiterer Selbstladeschrotflinten entwickelt, etwa die Daewoo USAS-12. Die Atchisson Assault Shotgun kann vollautomatisch 360 Schuss pro Minute bei einer effektiven Reichweite von ca. 100 m verschießen. Zur Verminderung des Rückstoßes und der Schussfolge verlängerte Atchisson den Rücklauf des Verschlusses auf ein Maximum, wesentlich weiter als zum Nachladen der nächsten Patrone notwendig war. Dies soll den Rückstoß um ca. 90 % verringern, wodurch die Waffe beim Zweitschuss besser im Ziel liegt.

## MPS-Version

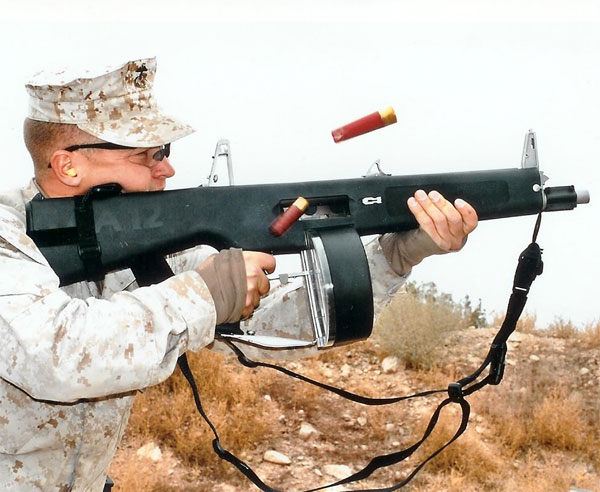
US-Soldat schießt AA-12 CQB

1987 verkaufte Atchisson die Rechte an Jerry Baber von der Military Police Systems Inc., Babers Firma entwickelte die Waffe weiter. In einem Zeitraum von 18 Jahren nahm er 188 Veränderungen an der Waffe vor und produzierte im Jahr 2004 von der modifizierten Version 10 Stück unter dem Namen Auto Assault-12 (AA-12). Diese Waffen standen dem United States Marine Corps zur Erprobung zur Verfügung.
Vor allem wurde die Waffe kompakter. Das Gewicht wurde auf 4,76 kg reduziert und die Gesamtlänge auf 966 mm gekürzt, wobei jedoch die originale Lauflänge bei 457 mm belassen wurde. Als Magazine stehen ein 8-Schuss-Kastenmagazin oder ein 20- bzw. 32-Schuss-Rundmagazin zur Verfügung. Die Waffe verschießt Schrotmunition im Kaliber 12/70.
Die AA-12 CQB hat einen auf 32,5 cm verkürzten Lauf und wiegt rund 220 Gramm weniger als das Standardmodell.
Modifizierte Atchisson Assault Shotguns werden auch in fernbedienbaren Waffenstationen (z. B. More Industries: H2X-40-Turm) eingesetzt.

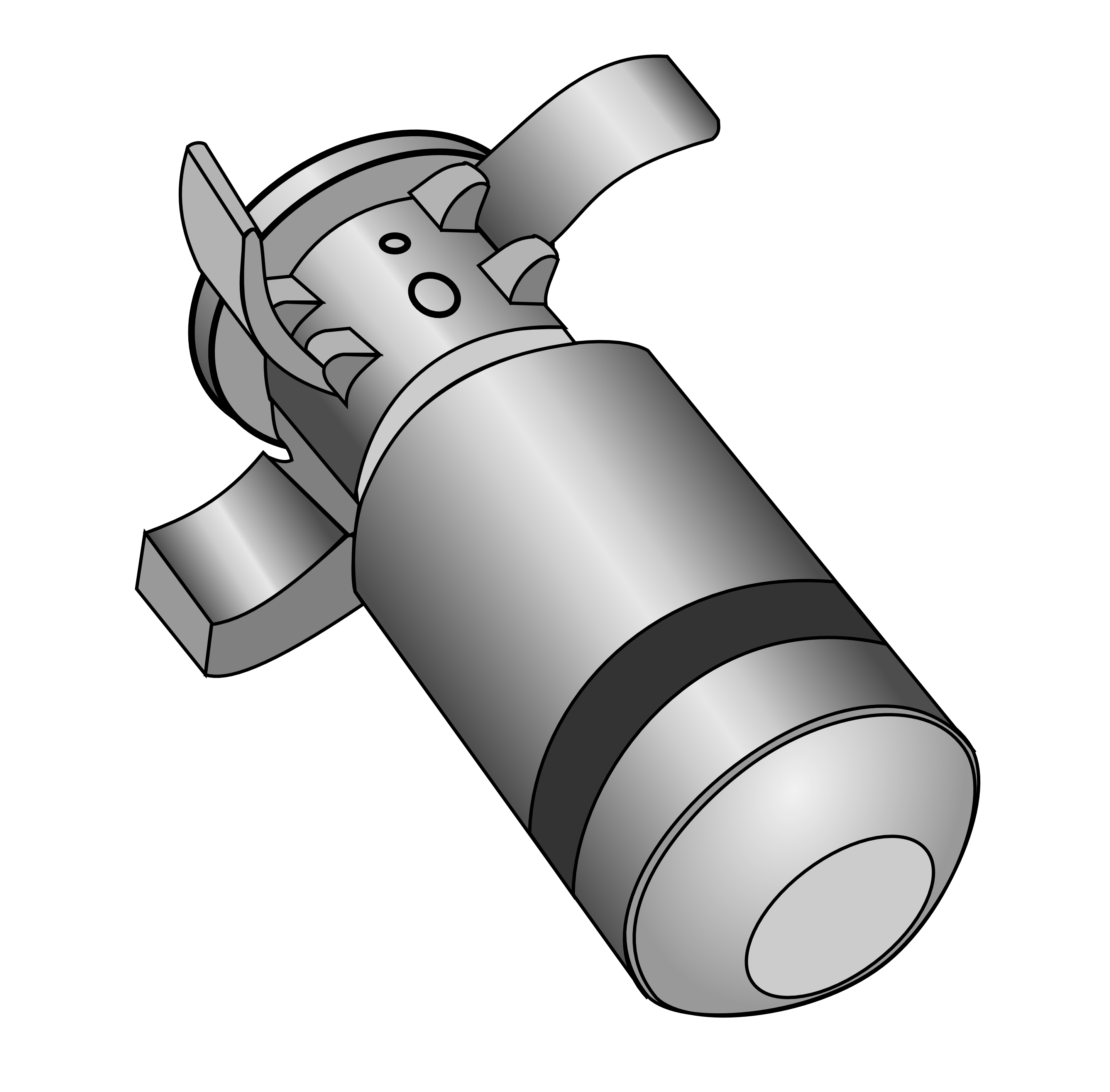
FRAG-12 Geschoss

Zur Benutzung in der AA-12 wurde die FRAG-12 Munition entwickelt. Diese Flintenlaufgeschosse besitzen eine Sprengladung und vier sich im Flug ausklappende Finnen. Dadurch soll sie auf bis zu 200 Metern gegen Barrieren und leichte Fahrzeuge eingesetzt werden können. Aufgrund der hohen Kosten fand dieser Munitionstyp jedoch keine große Verbreitung.